# Johannes Tarchaneiotes
Johannes Tarchaneiotes (mittelgriechisch Ἰωάννης Ταρχανειώτης; * vor 1259; † April 1321) war ein byzantinischer Aristokrat und Feldherr. 1289 organisierte er angeblich eine Verschwörung der Arseniten mit dem Ziel, Kaiser Andronikos II. Palaiologos zu stürzen.

## Leben
Johannes Tarchaneiotes war der Sohn des Nikephoros Tarchaneiotes, der unter dem nikäischen Kaiser Johannes III. Dukas Batatzes den herausragenden Posten des Megas Domestikos (Oberkommandierender des Heeres) innehatte, und der Maria-Martha Palaiologina, einer Schwester Michaels VIII. Palaiologos. Nach der Krönung Michaels VIII. an Neujahr 1259 lebten Johannes und seine Brüder im kaiserlichen Palast in Konstantinopel. Er schlug die militärische Laufbahn ein; unter seinem Onkel, dem Despoten Johannes Dukas Palaiologos, beteiligte er sich 1262 am Feldzug gegen Michael II. Komnenos Dukas von Epirus.
1266 erscheint Tarchaneiotes als einer der führenden Köpfe der Arseniten, einer politischen Fraktion in der Hauptstadt, die den Ex-Patriarchen  Arsenios Autoreianos unterstützte. Arsenios hatte Michael VIII. exkommuniziert, weil er den rechtmäßigen Kaiser Johannes IV. Laskaris vom Thron verdrängt und geblendet hatte. Die Arseniten weigerten sich, die anschließende Absetzung des Patriarchen anzuerkennen, und wurden dafür hart verfolgt. Ipso facto bestritten sie auch die Legitimität des Kaisertums von Michaels VIII. Nachfolger Andronikos II., den sie als „Sohn eines exkommunizierten Usurpators“ und von einem illegitimen Patriarchen (Joseph I. Galesiotes) gekrönt betrachteten.
Nachdem ein Versöhnungsversuch Andronikos’ II. auf der Synode von Adramyttion 1284 gescheitert war, stellte sich Tarchaneiotes an die Spitze der radikalen Strömung der Arseniten, während die gemäßigten Kräfte dem Mönch Hyakinthos folgten. 1289 geriet er in den Verdacht, einen Putsch gegen den Kaiser vorzubereiten. Er wurde in der Burg Chele eingekerkert und später in Konstantinopel unter Hausarrest gestellt. Um 1296 freigelassen, wurde er im folgenden Jahr erneut festgenommen und ins Palastgefängnis geworfen.
Weil Andronikos II. das militärische Talent seines Cousins in Kleinasien gegen die türkischen Karamaniden benötigte, wurde dieser 1298 rehabilitiert und mit einem Kommando im schwer umkämpften Mäandertal betraut. Dies erfolgte erst nach der Abgabe eines persönlichen Treueids: Andronikos II. wollte so verhindern, dass Tarchaneiotes dem Beispiel seines Vorgängers Alexios Philanthropenos folgte, der 1295 mit Unterstützung der lokalen Bevölkerung in Kleinasien eine Revolte angezettelt hatte. Tarchaneiotes gelang nicht nur eine rasche Befriedung der Region, er reorganisierte auch die Verwaltung und ging energisch gegen die Korruption vor, die zu einer zunehmenden Entfremdung von Gütern aus dem Pronoiasystem geführt hatte. Durch eine Neuverteilung der Ländereien konnte er die Truppenstärke verbessern und sogar eine kleine Flotte aufbauen.
Tarchaneiotes zog sich allerdings die Feindschaft jener Pronoiaren zu, die vom alten System profitiert hatten. Sie beschuldigten ihn im Sommer 1300 beim anti-arsenitischen Bischof von Philadelphia, Theoleptos, eine Revolte zu planen. Tarchaneiotes floh an den Kaiserhof in Thessaloniki; er wurde erneut eingesperrt und kam erst 1304 wieder auf freien Fuß. Die Situation in Kleinasien verschlechterte sich nach seiner Flucht rasch, als seine Reformen rückgängig gemacht wurden. Die Vergütung der Armee wanderte jetzt in die Taschen der lokalen Magnaten, in der Folge lösten sich die verbliebenen militärischen Strukturen der Byzantiner in Kleinasien binnen kurzer Zeit auf.